# Iberpac
Iberpac (o Red UNO) va ser la xarxa de dades espanyola X.25 amb commutació de paquets. Estava operada per Telefónica España, l'operador predominant de telecomunicacions espanyol. Iberpac prestava el seu nom a Iberpac Plus i Iberpac Bàsic, els últims serveis de X.25 a Espanya.
Iberpac va evolucionar de la Red Especial de Transmisión de Datos (RETD), la primera xarxa pública de dades del món. Creada el 1971, RETD es va basar en ordinadors Univac 418 III d'ús general. Els protocols originals de la Red Secundaria de Alto Nivel (RSAN) per RETD van ser desenvolupats a mida per Telefónica (en aquell moment, CTNE) sota els principis de disseny d'ARPANET.
El 1978, el projecte TESYS (Telefónica, SECOINSA i SITRE) va començar el desenvolupament de nodes de commutació de propòsit específic. Alguns dels principis de disseny dels nodes TESYS van ser avançats per al seu temps (multiprocés, protocols de token ring). Per contra, la gran base d'usuaris amb terminals basats en protocols RSAN heretats va alentir l'adopció de X.25, el desenvolupament de productes TESYS i el suport es van dirigir només a CTNE (el que va impedir la propagació de TESYS als mercats internacionals) i les línies de dades a Espanya es van tornar lentes per al seu temps (només hi havia un 2% de línies superiors a 1200 bits/s a Espanya el 1982, comparat amb el 89% a Alemanya Occidental).
Canviada de nom com IBERPAC, la xarxa va evolucionar a X.25 en la dècada de 1980, i va ser canviada de nom novament com 'Red UNO' a la dècada de 1990. Les sucursals bancàries i els serveis financers van conformar la principal base d'usuaris. IBERPAC permetre nous serveis de videotex i teletext, tot i que l'adopció va ser molt inferior a la popularitat de serveis similars en altres països, com el Minitel francès. Els serveis basats en protocols RSAN heretats van ser definitivament descartats en 1996.
Fins al 31 de desembre de 2015, Red UNO admetia dos serveis X.25 heretats: Iberpac Plus de tarifa plana i Iberpac Bàsic de pagament per ús. Els serveis d'Iberpac estaven dirigits a clients corporatius amb demandes específiques de fiabilitat.